# Фелікс де Азара
Фе́лікс де Аза́ра (ісп. Félix de Azara, *18 травня 1742 — †1821) — іспанський інженер, дослідник, картограф, антрополог, натураліст. Близько 20 років вивчав флору і фауну Південної Америки. Описав 448 видів, половина з яких були новими.
На його честь назване аргентинське місто Азара, кратер на Місяці та декілька видів: Synallaxis azarae, Dasyprocta azarae, Akodon azarae, Ctenomys azarae.